# Floraison
Pour la maison d'édition haïtienne, voir Les Éditions Floraison.

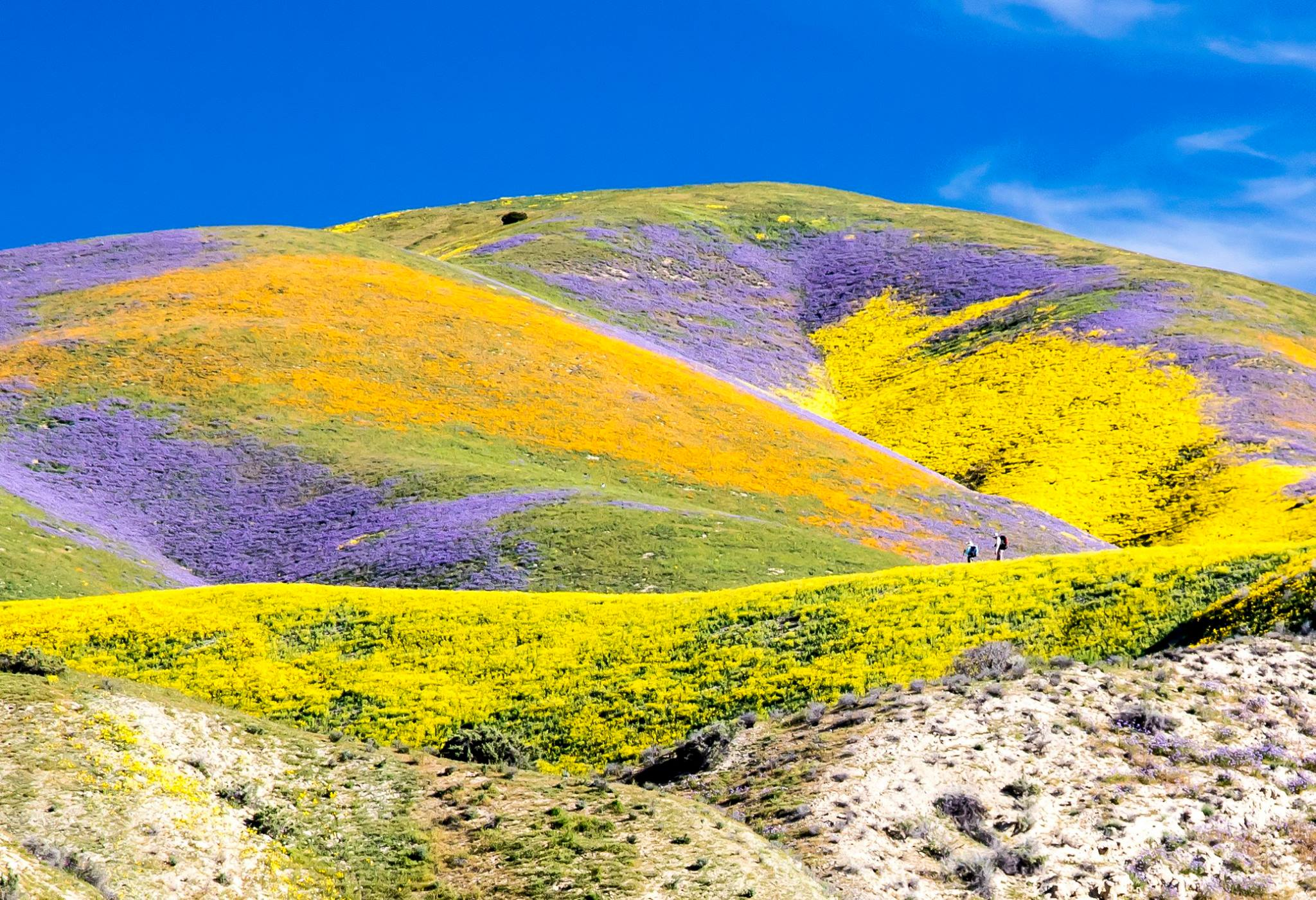
Superbloom dans la plaine de Carrizo en 2017.

La floraison est le processus biologique de développement des fleurs. Elle est contrôlée par l'environnement (lumière, humidité, température) et les phytohormones.
Dans la nature, la floraison est contrôlée par le phénomène d'induction florale.

## Floraison et rythmes biologiques
On distingue :
- Les plantes à une floraison
  - Plantes annuelles (thérophytes) : la graine donne une tige et des fleurs puis des graines et un pied qui meurt (exemples : blé, coquelicot).
  - Plantes bisannuelles : la première année, ces plantes forment l’appareil végétatif qui accumule des réserves (souvent une rosette de feuilles). La seconde année, il y a utilisation des réserves pour fleurir, fructifier puis mourir (exemples : oignon, cardère).
  - Plantes pluriannuelles (monocarpiques) : ce sont des plantes vivaces qui fleuriront également une seule fois avant de mourir mais pour lesquelles peut s'écouler plus de deux ans entre la germination et la floraison (exemples : agave, certaines espèces de bambou et d'orchidées).

- Les plantes à plusieurs floraisons : ce sont les plantes ligneuses, mais aussi chez des herbacées avec rhizomes (ex : iris) ou  bulbe (ex : tulipe).

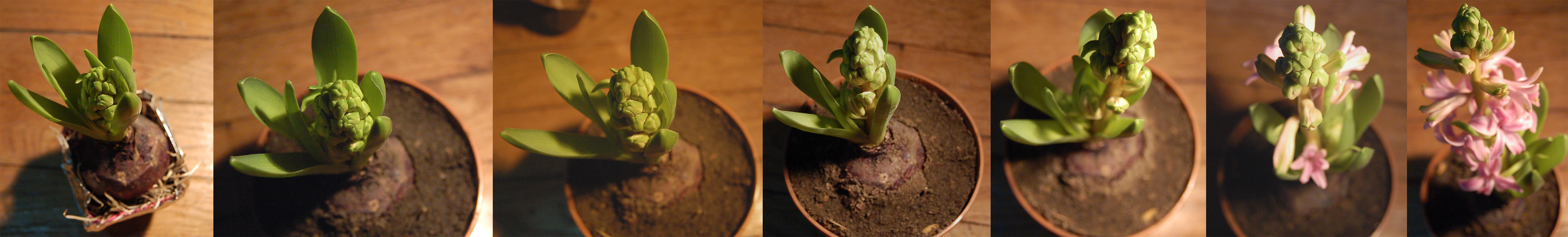
Étapes de floraison d'une jacinthe.

## En viticulture

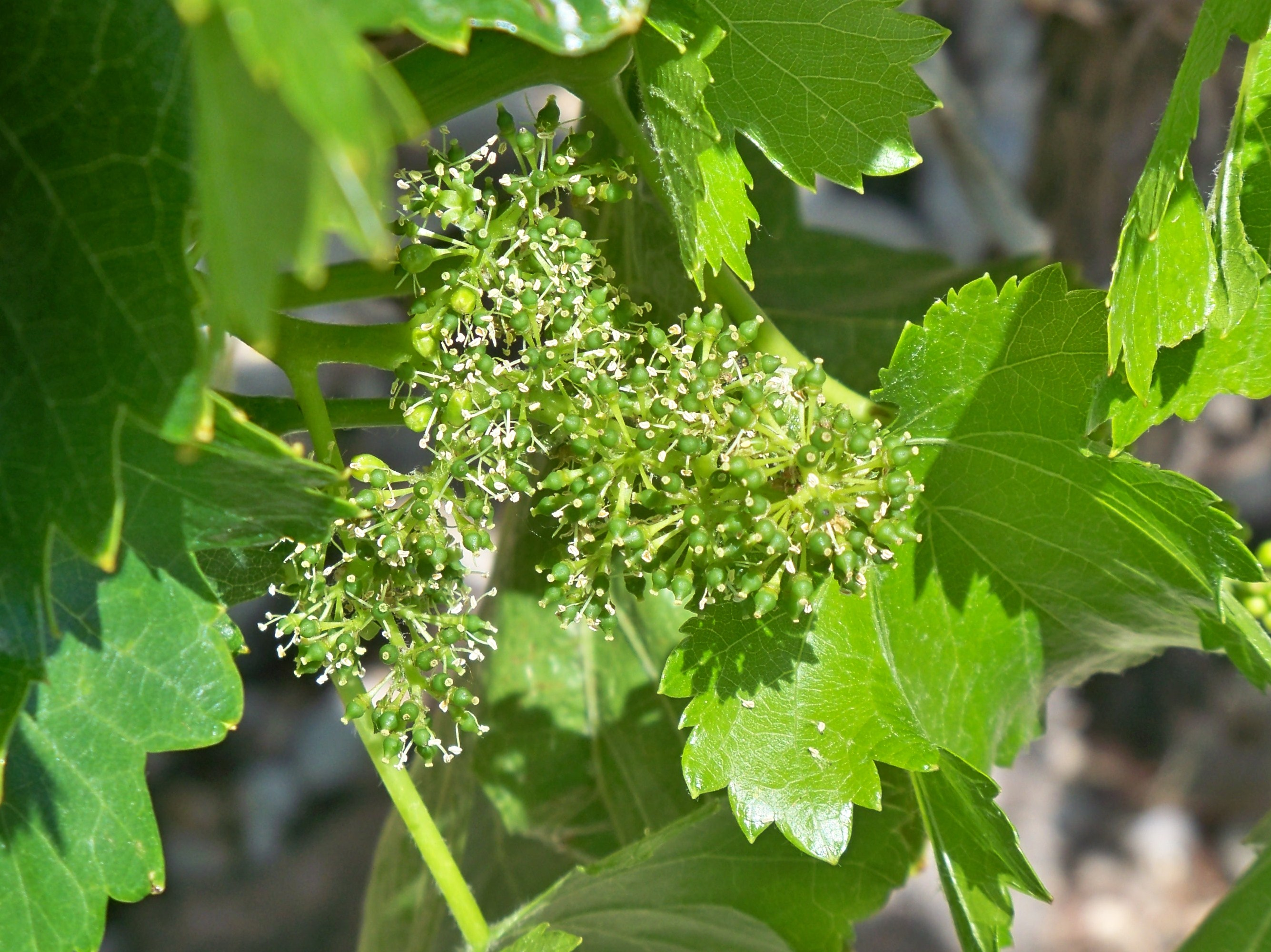
Vigne en fleur

L'inflorescence devient une fleur de vigne. Elle précède le stade de la nouaison.

## Floraison et changement climatique
Sur la base de l'observation  à long terme de 1 634 espèces de plantes dans la nature par une vingtaine d'institutions nord-américaines, japonaises et australiennes, une étude publiée le 2 mai 2012 par la revue Nature a conclu que la floraison et la pousse de feuilles se font de plus en plus précocement dans l'année, et que l'avance temporelle est encore plus rapide que ce que prévoyaient les modèles basés sur les expériences de laboratoire ou en environnement contrôlé. Les simulations de l'impact du réchauffement climatique sur les végétaux ont sous-estimé le changement de phénologie, qui pourrait avoir de graves conséquences en perturbant la chaine alimentaire, notamment dans l'hémisphère nord où le phénomène semble plus marqué. Les modèles prédisaient 1,9 et 3,3 jours de précocité par degré d’augmentation de température, mais dans la réalité ce sont 5 à 6 jours de précocité par degré de réchauffement que constatent les chercheurs. Cette différence n'est pas encore comprise.